# Bandera de San Martín (Países Bajos)

Estandarte del Gobernador de San Martín

La Bandera de San Martín es la bandera nacional del país autónomo de San Martín uno de los cuatro países constituyentes del Reino de los Países Bajos, ubicado en el Mar Caribe.

## Historia
La isla de San Martín fue avistada por primera vez por Cristóbal Colón el 11 de noviembre de 1493 durante su segundo viaje a las Indias Occidentales, y fue bautizada con el nombre de Martín de Tours, cuya festividad coincidió con el avistamiento. La soberanía de la isla cambió de manos entre españoles, holandeses y franceses a lo largo del siglo siguiente. Así continuó hasta 1648, cuando la República Holandesa y Francia firmaron el Tratado de la Concordia para repartirse la isla.
La Bandera de San Martín fue diseñada por Roselle “Rosie” Richardson y oficialmente establecida el 13 de junio de 1985 cuando fue izada en el edificio administrativo del gobierno de la isla, que para entonces hacía parte de las Antillas Neerlandesas.
La bandera convivió con la de las Antillas Neerlandesas hasta 2010, pero a partir del 10 de octubre de ese mismo año cuando la isla ganó autonomía, se convirtió en la única bandera oficial de la isla de San Martín.

## Significado
El color rojo en la bandera representa la solidaridad y el coraje, mientras que blanco la paz y la amistad, el azul representa el medio ambiente, además del cielo, las playas y los mares.
El escudo en la bandera representa al Palacio de Justicia en Philipsburg, la capital e incluye la flor y el ave nacional de San Martín.